# نيكولاس جيلمان
نيكولاس جيلمان الابن (بالإنجليزية: Nicholas Gilman)‏ (3 أغسطس 1755- 2 مايو 1814) من الآباء المؤسسين للولايات المتحدة، وجندي في الجيش القاري خلال الحرب الثورية الأمريكية، ومندوب في الكونغرس القاري، وموقع على الدستور الأمريكي، ممثلًا عن نيوهامبشير. وهو عضو في مجلس النواب الأمريكي خلال المؤتمرات الأربعة الأولى وخدم في مجلس الشيوخ الأمريكي منذ عام 1805 حتى وفاته عام 1814. نشط شقيقه جون تايلور جيلمان أيضًا في سياسات نيوهامبشير، حيث شغل منصب حاكم نيوهامبشير لمدة 14 عامًا، فضلًا عن كونه متبرعًا رئيسيًا لأكاديمية فيليبس إيكستر. أصبح منزل طفولتهم في إيكستر الآن متحف الاستقلال الأمريكي.

## حرب ثورية
في نوفمبر 1776 عينت لجنة من المجلس التشريعي للولاية جيلمان للعمل كمعاون، أو مسؤول إداري، في فوج نيوهامبشير الثالث. وكانت تلك الوحدة بصدد إعادة تنظيم كاملة بتوجيه من قائدها، العقيد ألكسندر سكاميل. استغل سكاميل، وهو ضابط قتال رائع، مواهب جيلمان الإدارية بشكل جيد في مهمة إنشاء قوة قتالية قوية من موارد القوى العاملة المحدودة المتاحة (مزيج من المجندين الحديثين من جميع أنحاء الولاية وقدامى المحاربين من حملة ترينتون-برينستون). في الوقت المناسب، اعترِف بفوج نيوهامبشير الثالث كواحد من الدعائم الأساسية للجيش القاري للجنرال جورج واشنطن.
نظرًا لأن نيوهامبشير تقع على طول طريق الغزو الرئيسي من كندا إلى نيويورك، أسند واشنطن لأفواجها دورًا رئيسيًا في الدفاع الاستراتيجي عن الولايات الشمالية. في ربيع عام 1777 سار جيلمان وبقية الضباط والرجال من فوج نيوهامبشير الثالث إلى حصن تيكونديروجا على بحيرة شامبلين لمشاركة القوات الأمريكية في محاولتها لوقف تقدم جيش قوي من أفراد الجيشين النظاميين البريطانيين، والألمان، والمساعدين الهنود تحت قيادة الجنرال جون بورغوين. حولت الصعوبات في تنسيق جهود عدة ولايات مختلفة تجربة جيلمان العسكرية الأولى إلى تجربة هزيمة. حاصرت القوات البريطانية المخضرمة الحصن، وتمكنت الحامية من الهرب في اللحظة الأخيرة، ومن ضمنها فوج نيوهامبشير الثالث، من خلال انسحاب ليلي خطير.
استمر الانسحاب الأمريكي خلال أوائل الصيف حتى أدى مزيج من صعوبات النقل البريطانية وتكتيكات التأخير التي استخدمها الجيش القاري أخيرًا إلى إبطاء تقدم العدو. أتاح هذا التأخير وقتًا لتعبئة جماعية لميليشيا نيو إنجلاند، بما في ذلك فوج نيوهامبشير للمتطوعين بقيادة جون لانغدون ووالد جيلمان. وتوفر للواء هوراشيو غيتس الوقت لإنشاء مواقع جديدة بالقرب من ساراتوجا، نيويورك، لمنع بورغوين من التقدم، وبعد ذلك، بمجرد أن يتمتع غيتس بالتفوق العددي، يقطع خط الانسحاب البريطاني إلى كندا. خلال هذه الحملة، كان جيلمان مشغولًا بالإشراف على تدريب وإعداد رجال سكاميل. شارك مع وحدته في معركتين مهمتين في مزرعة فريمان، وهناك تعرضت وحدات بورغوين لضربات شديدة لدرجة أن الأخير أجبِر في النهاية على تسليم جيشه بالكامل.
لم يُمنح جيلمان ولا سكاميل فترة راحة بعد هذا النصر العظيم. بعد أقل من أسبوع من استسلام البريطانيين، شرع نيوهامبشير الثالث في تعزيز جيش واشنطن الرئيسي بالقرب من فيلادلفيا. كانت العاصمة الأمريكية قد سقطت مؤخرًا في يد قوة بريطانية أكبر، وكان على سكان نيو إنجلاند قضاء شتاء قاسٍ في ثلوج وادي فورج. وضع ذلك المعسكر الشتوي وحدات الجيش القاري في اختبارهم الأسمى، وهو وقت المعاناة والحرمان وظهروا فيه كفريق قتالي قوي ومحترف. ظهرت مهارات جيلمان الإدارية على الجبهة في ذلك الوقت. عندما اختار واشنطن العقيد سكاميل للعمل كجنرال مساعد في الجيش القاري، عين سكاميل جيلمان مساعدًا له. رُقي إلى رتبة نقيب في يونيو 1778.
خلال الفترة المتبقية من الحرب، وجد جيلمان نفسه على مقربة شديدة من القادة العسكريين للجيش القاري. واجباته في تنفيذ المهام العديدة الضرورية للحفاظ على قوة في الميدان جعلته على اتصال يومي مع واشنطن، والبارون فون شتويبن، وهنري نوكس، ونثنائيل جرين وآخرين. لقد رأى شخصيًا العمل في المعارك المتبقية التي خاضها الجيش الرئيسي لواشنطن، بما في ذلك معركتا مونماوث ويوركتاون، بينما استمر في عقد لجنة قائده في خط نيوهامبشير. لكن وفاة العقيد سكاميل خلال المناوشات الأولية قبل يوركتاون سلبه الكثير من فرحة هذا النصر العظيم. بعد وفاة والده في أواخر عام 1783، تقاعد من الخدمة العسكرية وعاد إلى إيكستر لتولي إدارة أعمال العائلة. 